# Île Clump
L'île Clump (en anglais Clump Island) est une des îles Malouines (Falkland Islands).
Elle fait partie du petit archipel des Îles Arch, au sud-est de la Grande Malouine.